# Waldstatt
Waldstatt est une commune suisse du canton d'Appenzell Rhodes-Extérieures.

## Géographie

Vue aérienne de 500 m par Walter Mittelholzer (1923)

La commune de Waldstatt s'étend sur 6,74 km2.

## Démographie
Waldstatt compte 1 849 habitants au 31 décembre 2022 pour une densité de population de 274 hab/km2. Sur la période 2010-2019, sa population a augmenté de 2,5 % (canton : 4,6 % ; Suisse : 9,4 %).  